# Cantón de Mercœur
El cantón de Mercœur era una división administrativa francesa, que estaba situada en el departamento de Corrèze y la región de Limusín.

## Composición
El cantón estaba formado por diez comunas:
- Altillac
- Bassignac-le-Bas
- Camps-Saint-Mathurin-Léobazel
- Goulles
- La Chapelle-Saint-Géraud
- Mercœur
- Reygade
- Saint-Bonnet-les-Tours-de-Merle
- Saint-Julien-le-Pèlerin
- Sexcles

## Supresión del cantón de Mercœur
En aplicación del Decreto n.º 2014-228 de 24 de febrero de 2014, el cantón de Mercœur fue suprimido el 22 de marzo de 2015 y sus 10 comunas pasaron a formar parte del nuevo cantón de Argentat.